# فهرست زندانیان سیاسی ایران
این نوشتار شامل فهرست زندانیان سیاسی ایران است.

## پیش ازانقلاب ۱۳۵۷

### آ
- شمس آل احمد
- علی اصغر آشنا

### ا
- مهدی اخوان ثالث
- محمود اعتمادزاده
- تقی ارانی
- ایرج اسکندری
- پروانه فروهر
- علی محمد افغانی
- داریوش اقبالی
- عبدالله انوار
- علی اسلامی

### ب
- عبدالعلی بازرگان
- مهدی بازرگان
- محمدتقی بهار
- محمد بهرامی

### پ
- حبیب‌الله پیمان

### خ
- انور خامه‌ای

### د
- پیام درفشان
- کرامت‌الله دانشیان
- محمود دولت‌آبادی
- نجف دریابندری

### ر
- رضا رادمنش
- حسین راضی

### ز
- صادق زیباکلام

### س
- غلامحسین ساعدی
- ابوالقاسم سرحدی‌زاده
- فرج سرکوهی
- سعید سلطان‌پور
- احمد سمیعی گیلانی

### ش
- احمد شاملو
- علی شریعتی

### ص
- غلامحسین صدیقی

### ط
- احسان طبری

### ع
- بزرگ علوی

### ف
- محمد فرخی یزدی
- حسین فاطمی
- داریوش فروهر

### ک
- امیرمختار کریم‌پور شیرازی
- مرتضی کیوان

### گ
- عاطفه گرگین
- خسرو گلسرخی

### م
- احمد مفتی‌زاده
- احمد محمود
- تقی مکی‌نژاد
- خلیل ملکی
- محمد مسعود
- شاهرخ مسکوب
- میر حسین موسوی
- سید حسین موسویان
- سید محمد میرمحمدصادقی
- فرج‌الله میزانی
- عباس میلانی

### ه
- امیرعباس هویدا

### ی
- ابراهیم یونسی
- محسن یلفانی

## پس ازانقلاب ۱۳۵۷ایران

### آ
- امیر مهدی ادیب موحد
- ارژنگ داوودی
- بکتاش آبتین
- امیر فرشاد ابراهیمی
- حبیب افکاری
- سعید امامی
- عباس امیرانتظام
- گلرخ ایرایی
- محمدجواد اکبرین
- مریم اکبری منفرد
- منصور اسانلو
- افشین اسانلو
- مهدی اخوان ثالث
- نوید افکاری
- وحید افکاری

### ب
- احمد باطبی
- اسماعیل بخشی
- رسول بداقی
- مونا برزویی
- زهرا بهرامی
- ستار بهشتی
- شیما بابایی
- محمود بهشتی لنگرودی

### پ
- جعفر پناهی

### ت
- مصطفی تاج‌زاده
- مجید توکلی

### ج
- رامین جهانبگلو

### ح
- نیلوفر حامدی
- سهیلا حجاب
- مهدی حاجتی
- روزبه حسین تهرانی
- امیرحسین حشمت ساران
- لیلا حسین‌زاده

### خ
- نوید خانجانی
- مهدی خدایی

### د
- آتنا دائمی
- مجید دری
- سعید درخشندی
- امیر خسرو دلیر ثانی

### ر
- علیرضا رضایی (طنزپرداز)
- محمد رسول‌اف
- علیرضا رجایی
- مهدی رجبیان
- حسین رجبیان
- تقی رحمانی
- حسین رونقی
- کیوان رفیعی
- ویدا ربانی
- احسان روازژیان

### ز
- نازنین زاغری
- ناصر زرافشان
- کوروش زعیم
- روح‌الله زم
- زینب جلالیان

### س
- حمیداله سلگی
- نسرین ستوده
- فاطمه سپهری
- محمدحسین سپهری
- کیانوش سنجری
- سیروس سهامی
- کاووس سیدامامی

### ش
- جمشید شارمهد
- شهریار شمس
- امیرمحمد شریفی

### ص
- آرش صادقی
- توماج صالحی
- مصطفی صالحی

### ط
- رؤیا طلوعی
- حشمت‌الله طبرزدی
- احسان طبری

### ع
- اسماعیل عبدی
- سهیل عربی
- محمدرضا عالی‌پیام
- جمشید عزیزی

### ف
- فاطمه سپهری
- آتنا فرقدانی
- امیرعباس فخرآور
- ناصر فهیمی

### ق
- صادق قطب‌زاده

### ک
- جعفر کاظمی
- کیوان کریمی

### گ
- اکبر گنجی
- مطهره گونه‌ای

### م
- محمدحسین سپهری
- احمد مفتی‌زاده
- امین ماسوری
- کیومرث مرزبان
- عبدالرسول مرتضوی
- بهنام محجوبی
- الهه محمدی
- سلیمان محمدی
- نرگس محمدی
- اکبر محمدی
- منوچهر محمدی
- مهناز محمدی
- علی‌اکبر موسوی خوئینی
- جادی میرمیرانی
- نسرین محمدپور دهکردی

### ن
- ندا ناجی
- پوران ناظمی
- شیوا نظر آهاری
- سمانه نوروز مرادی
- کسری نوری
- محمد نوری‌زاد
- شهاب نادعلی
- رضا نادی

### و
- عباس واحدیان شاهرودی

### ه
- فائزه هاشمی
- بهاره هدایت
- امیر عباس هویدا

### ی
- شکوفه یداللهی
- سامان یاسین (صیدی)
- مهدی یراحی
- محمدحسن یوسف‌پورسیفی
- علی یونسی